# Municipio de Le Claire
El municipio de Le Claire (en inglés: Le Claire Township) es un municipio ubicado en el condado de Scott en el estado estadounidense de Iowa. En el año 2010 tenía una población de 5335 habitantes y una densidad poblacional de 78,38 personas por km².

## Geografía
El municipio de Le Claire se encuentra ubicado en las coordenadas 41°37′6″N 90°23′14″O / 41.61833, -90.38722. Según la Oficina del Censo de los Estados Unidos, el municipio tiene una superficie total de 68.07 km², de la cual 62,94 km² corresponden a tierra firme y (7,53 %) 5,13 km² es agua.

## Demografía
Según el censo de 2010, había 5335 personas residiendo en el municipio de Le Claire. La densidad de población era de 78,38 hab./km². De los 5335 habitantes, el municipio de Le Claire estaba compuesto por el 96,87 % blancos, el 0,69 % eran afroamericanos, el 0,09 % eran amerindios, el 0,45 % eran asiáticos, el 0,45 % eran de otras razas y el 1,44 % eran de una mezcla de razas. Del total de la población el 2,55 % eran hispanos o latinos de cualquier raza.